# Chi Len đài
Chi Len đài hay chi Cói tơ (danh pháp khoa học: Eriophorum) (tên tiếng Anh cottongrass hay cotton-grass nghĩa là cỏ bông hoặc cottonsedge nghĩa là cói bông) là một chi thực vật có hoa trong họ Cói (Cyperaceae). Chúng được tìm thấy trong khắp vùng Bắc cực, cận Bắc cực và ôn đới thuộc Bắc bán cầu trong các môi trường sống đầm lầy chua, cụ thể là phổ biến tại khu vực lãnh nguyên Bắc cực.
Các loài trong chi này là cây thân thảo sống lâu năm với lá thanh mảnh, giống như lá cỏ. Các đầu hạt được che phủ trong một khối sợi trông giống như nùi bông, được gió đưa đi để phát tán. Trong các khu vực lạnh giá Bắc cực thì các khối sợi trong mờ này cũng đóng vai trò như là 'lông tơ' – làm gia tăng nhiệt độ của các cơ qua sinh sản trong mùa hè Bắc cực bằng cách giữ lại bức xạ từ mặt trời.
Giấy và bấc nến cũng từng được làm từ sợi này, và người ta cũng nhồi gối bằng loại vật liệu này. Lá từng được sử dụng trong điều trị tiêu chảy còn phầ lõi xốp của thân dùng để tẩy sán dây.

## Các loài
Chi này bao gồm các loài sau:
- Eriophorum angustifolium Honck., 1782 – Phổ biến rộng khắp châu Âu, châu Á và Bắc Mỹ.
  - Eriophorum angustifolium subsp. angustifolium: Nguyên chủng.
  - Eriophorum angustifolium subsp. komarovii (V.N.Vassil.) Vorosch., 1985 – Siberia tới Viễn Đông Nga.
  - Eriophorum angustifolium subsp. triste(T.C.E.Fr.) Hultén., 1962 – Cận Bắc cực.
- Eriophorum brachyantherum Trautv. & C.A.Mey., 1856 – Scandinavia, bắc Nga, Mông Cổ, Triều Tiên, Alaska, bắc Canada.
- Eriophorum callitrix Cham. ex C.A.Mey., 1831 – Siberia, Viễn Đông Nga, Alaska, Canada, Greenland, Montana, Wyoming.
- Eriophorum chamissonis C.A.Mey., 1831 – Siberia, Viễn Đông Nga, Triều Tiên, Mông Cổ, Alaska, Canada, Greenland, bắc và tây Hoa Kỳ.
- Eriophorum crinigerum (A.Gray) Beetle – Oregon, tây bắc California.
- Eriophorum gracile Koch, 1799 – Phần lớn châu Âu; bắc và trung châu Á; Trung Quốc, Tây Tạng, Mông Cổ, Alaska, Canada, bắc Hoa Kỳ.
- Eriophorum humile Turcz., 1838 – Altai, Tuva, Kazakhstan, Mông Cổ, Amur.
- Eriophorum latifolium Hoppe, 1801 – Phần lớn châu Âu; Kavkaz, Thổ Nhĩ Kỳ, Mông Cổ.
- Eriophorum scabriculme (Beetle) Raymond, 1957 – Việt Nam. Cói tơ hiếm bông, len đài thân nhám.
- Eriophorum scheuchzeri Hoppe, 1801 – Phần lớn châu Âu; bắc và trung châu Á (bao gồm Siberia, Tân Cương, Himalaya), Alaska, Greenland, Canada, vùng núi miền tây Hoa Kỳ.
- Eriophorum tenellum Nutt., 1818 – Đông Canada và đông bắc Hoa Kỳ, từ Nunavut và Labrador tới New Jersey.
- Eriophorum tolmatchevii M.S.Novos., 1994 – Krasnoyarsk, Yakutiya.
- Eriophorum transiens Raymond, 1959 – Quý Châu.
- Eriophorum vaginatum L., 1753 – Phần lớn phạm vi phân bố của chi.
- Eriophorum virginicum L., 1753 – Miền đông Bắc Mỹ, từ Labrador tới Tennessee, về phía tây tới Michigan.
- Eriophorum viridicarinatum (Engelm.) Fernald, 1905 – Canada gồm cả vùng lãnh thổ Bắc cực; bắc Hoa Kỳ.

## Lai ghép
- Eriophorum × beringianum Raymond, 1957 – Alaska gồm cả quần đảo Aleut; Magadan thuộc Nga (lai ghép E. angustifolium × E. chamissonis).
- Eriophorum × fellowsii (Fernald) M.S.Novos., 1994 – Ontario, Maine, Massachusetts (lai ghép E. virginicum × E. viridicarinatum)
- Eriophorum × gracilifolium M.S.Novos., 1994 – Phần thuộc châu Âu của Nga (lai ghép E. gracile × E. latifolium)
- Eriophorum × medium Andersson, 1857 – Rải rác tại Phần Lan, Na Uy, Nga, Alaska, Quebec, Labrador (lai ghép E. chamissonis × E. scheuchzeri).
- Eriophorum × polystachiovaginatum Beauverd, 1937 – Pháp (lai ghép E. angustifolium × E. vaginatum)
- Eriophorum × pylaieanum Raymond, 1951 – Rải rác tại Canada và Alaska (lai ghép E. chamissonis × E. vaginatum)
- Eriophorum × rousseauianum Raymond, 1950 – Alaska, Quebec (lai ghép E. angustifolium × E. scheuchzeri).

## Khác
Bốn loài dưới đây được The Plant List công nhận trong chi Eriophorum, nhưng World Checklist of Selected Plant Families (WCSP) không công nhận. Hai loài đầu được WCSP coi là danh pháp đồng nghĩa của 2 loài lai ghép trong cùng chi, trong khi 2 loài sau được xếp trong chi Erioscirpus Palla, 1896. Bài báo năm 2012 của Okihito Yano et al. cho rằng Erioscirpus không có quan hệ họ hàng gần với Eriophorum.
- Eriophorum churchillianum Lepage, 1957 = Eriophorum × polystachiovaginatum Beauverd, 1957
- Eriophorum porsildii Raymond, 1951 = Eriophorum × pylaieanum Raymond, 1951
- Eriophorum comosum (Wall.) Nees, 1834 = Erioscirpus comosus (Wall.) Palla, 1896 – Miền nam Iran tới Đông Dương. Cói tơ nhiều bông, len đài chồi, len đài chổi.
- Eriophorum microstachyum Boeckeler, 1874 = Erioscirpus microstachyus (Boeckeler) Palla, 1896 – Himalaya.